# Hey America
"Hey America" é uma canção natalina gravada por James Brown. Apareceu em seu álbum de Natal de 1970 do mesmo nome. Foi lançada como single mas não entrou nas paradas nos Estados Unidos, mas alcançou o número 47 na parada UK Singles Chart em 1971.
A revista Spin caracteriza a canção como "um groove grotesco, sobre o qual JB aparentemente improvisa um discurso totalmente incoerente sobre o Natal, manifestos pela paz, Deus, festas e vinho".